# Сидибе, Исмаэль
Исмаэль Сидибе́ (фр. Ismaël Sidibé; род. 24 января 2002, Бамако) — малийский футболист, защитник люксембургского «Ф91 Дюделанж».

## Клубная карьера
На родине выступал за клуб «Перформанс де Кабала». В начале 2021 года проходил просмотр в шведском «Мальмё», с которым 31 марта подписал контракт, рассчитанный на три года. Тренировался с молодёжной командой клуба. В июне 2021 года на правах аренды до лета 2022 года отправился в датский «Яммербугт». Провёл за клуб 13 матчей в первом дивизионе и одну игру в кубке страны, в которых забил один мяч. В августе 2022 года на правах аренды до конца сезона перешёл в «Олимпик» из Мальмё.
4 февраля 2023 года на постоянной основе перешёл в люксембургский «Ф91 Дюделанж». 12 февраля дебютировал в чемпионате Люксембурга, появившись на поле на 60-й минуте матча с «Прогресом».

## Карьера в сборной
Выступал за молодёжную сборную Мали.

## Клубная статистика
| Выступление      | Выступление           | Выступление      | Лига | Лига | Кубки | Кубки | Конт. кубки | Конт. кубки | Итого | Итого |
| Клуб             | Лига                  | Сезон            | Игры | Голы | Игры  | Голы  | Игры        | Голы        | Игры  | Голы  |
| ---------------- | --------------------- | ---------------- | ---- | ---- | ----- | ----- | ----------- | ----------- | ----- | ----- |
| Яммербугт        | 1-й дивизион          | 2021/22          | 13   | 1    | 1     | 0     | 0           | 0           | 14    | 1     |
| Яммербугт        | Итого                 | Итого            | 13   | 1    | 1     | 0     | 0           | 0           | 14    | 1     |
| Олимпик          | Дивизион 1            | 2022             | 15   | 0    | 0     | 0     | 0           | 0           | 15    | 0     |
| Олимпик          | Итого                 | Итого            | 15   | 0    | 0     | 0     | 0           | 0           | 15    | 0     |
| Ф91 Дюделанж     | Национальный дивизион | 2022/23          | 5    | 0    | 0     | 0     | 0           | 0           | 5     | 0     |
| Ф91 Дюделанж     | Итого                 | Итого            | 5    | 0    | 0     | 0     | 0           | 0           | 5     | 0     |
| Всего за карьеру | Всего за карьеру      | Всего за карьеру | 33   | 1    | 1     | 0     | 0           | 0           | 34    | 1     |